# Ramsjökanalen
Morupsån (i den del som kanaliserats Ramsjökanalen eller Ramsjö kanal) är ett mindre vattendrag i Falkenbergs kommun, Sverige. Vattendraget har sin källa mellan Vinberg och Bergagård och rinner 17 kilometer senare ut i Kattegatt väster om Morup. Det har en bredd på ungefär 5 meter i närheten av utloppet.
Mellan 1852 och 1858 kom dess nedre 6,5 kilometer att fördjupas i syfte att torrlägga Ramsjön. Så skedde också och delar av sjön blev till mosse (3,52 km2) medan resten blev till äng (2,53 km2) och odlingsmark (15,6 km2). Vattendraget gjordes även rakare. Initiativ till torrläggningen togs av landshövding Claes Virgin tillsammans med de stora markägarna Carl Lilliehöök och Wilhelm Muth. Kanalen har även senare fördjupats och rensats. Vattnet 
är överlag långsamtflytande, men det finns kortare strömmande sträckor. Vattendraget rinner i stort sett helt genom jordbruksbygd; 82 % av dess avrinningsområde på 60 km2 är jordbruksmark.